# Corpo con manici

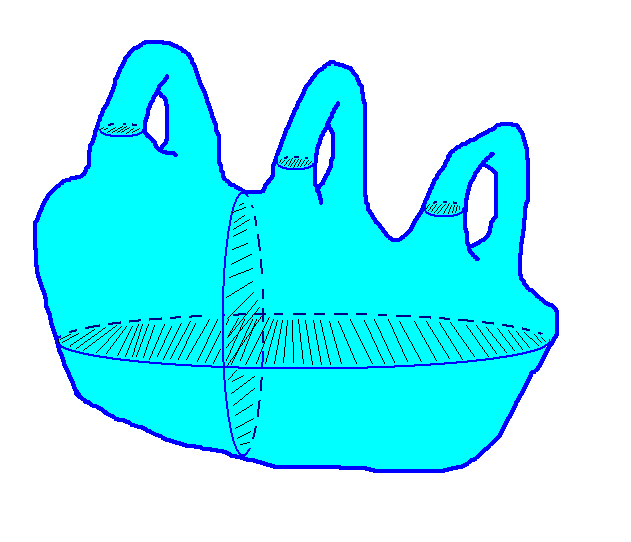
Un corpo orientabile con 3 manici. Tagliando lungo i tre dischi bidimensionali disegnati in alto si ottiene un disco tridimensionale. Tagliando lungo uno dei dischi sottostanti si ottiene invece una varietà sconnessa.

In geometria, un corpo con manici è uno spazio topologico ottenuto agganciando alcuni "manici" alla palla tridimensionale.
Si tratta di un oggetto usato in topologia della dimensione bassa, specialmente nello studio delle 3-varietà.

## Definizione

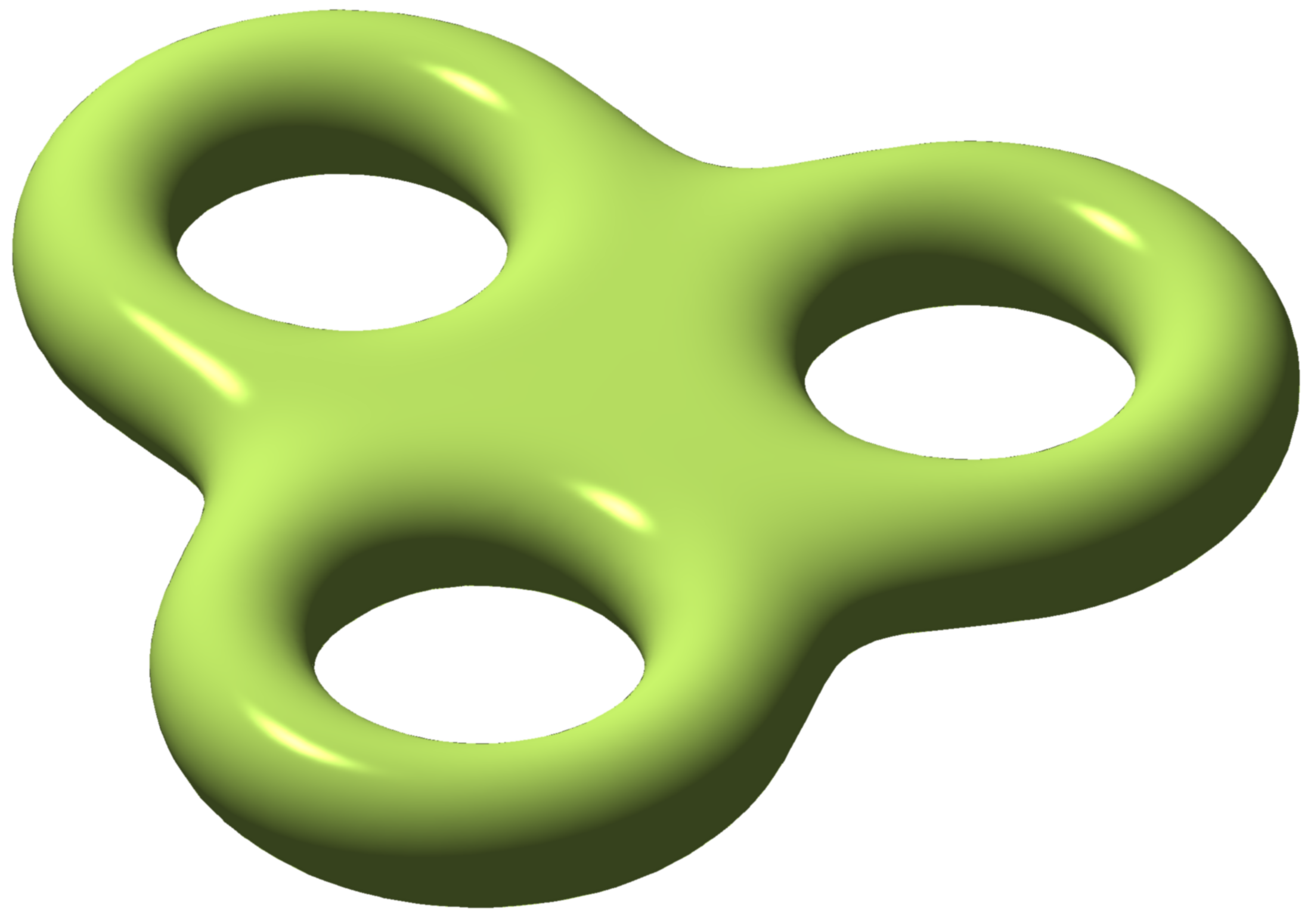
Un corpo con tre manici

Un corpo con {\displaystyle k} manici è una particolare 3-varietà con bordo. Può essere definita in modo equivalente in uno dei modi seguenti:
- una 3-varietà con bordo {\displaystyle M} contenente {\displaystyle k} dischi disgiunti propriamente immersi {\displaystyle D_{1},\ldots ,D_{k}} tali che la varietà ottenuta tagliando {\displaystyle M} lungo questi è omeomorfa al disco

{\displaystyle D=\{x\in \mathbb {R} ^{3}\ |\ |x|\leq 1\}.}
- la 3-varietà con bordo {\displaystyle M} ottenuta scegliendo nel bordo {\displaystyle \partial D} del disco {\displaystyle 2k} dischi 2-dimensionali disgiunti e incollandoli a coppie;
- la somma connessa al bordo di {\displaystyle k} oggetti, che possono essere tori solidi e bottiglie di Klein solide.

Il numero {\displaystyle k} è il genere del corpo con manici.

### Orientabilità
Il corpo con manici è orientabile se è soddisfatta una di queste richieste equivalenti:
- Il corpo con manici è omeomorfo ad un sottoinsieme di {\displaystyle \mathbb {R} ^{3}}.
- Il corpo è ottenuto incollando dischi tramite mappe che invertono l'orientazione.
- Il corpo è somma connessa di soli tori solidi

Spesso per "corpo con manici" si intende implicitamente un corpo con manici orientabile.

## Proprietà

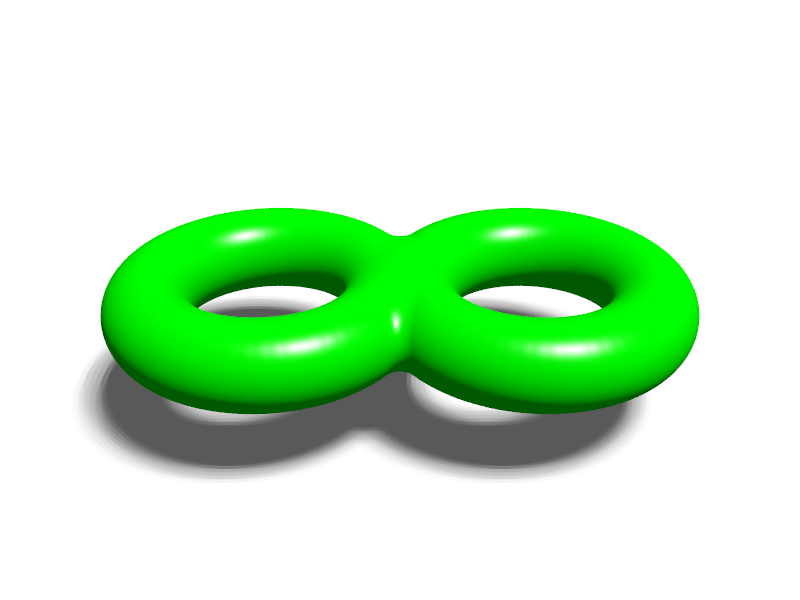
Un corpo con manici di genere 2 è la somma connessa al bordo di due tori solidi.

Un corpo con manici è uno spazio compatto.

### Bordo
Il bordo del corpo con manici di genere {\displaystyle k} è una superficie compatta e senza bordo. Se il corpo è orientabile, la superficie è orientabile e di genere {\displaystyle k}. Altrimenti la superficie è non orientabile e di genere {\displaystyle 2k}.

### Equivalenza omotopica
Un corpo con manici di genere {\displaystyle k} è omotopicamente equivalente ad un grafo. La sua caratteristica di Eulero è {\displaystyle 1-k}.